# Trinity (Jersey)
Trinity (Frans: La Trinité, Jèrriais: La Trinneté) Trinity is een van de twaalf gemeenten op het Kanaaleiland Jersey. Het ligt in het noordoosten van het eiland. De naam is afkomstig van de heilige drie-eenheid, Drievuldigheid of triniteit (< Lat. trinitas; bijv. nw. trinitarisch). Het wapen van de gemeente Trinity toont daarom ook het Schild van de drie-eenheid.
Trinity is de meest landelijke gemeente van Jersey. Het is de derde grootste gemeente qua oppervlakte en heeft het derde kleinste bevolkingsaantal. De oppervlakte van de gemeente is 12.3 km² of 6,817 vergées. Een "vergée" is een Franse vlaktemaat.

## Bezienswaardigheden
In deze gemeente is het hoofdkwartier van de "Royal Jersey Agricultural and Horticultural Society" gevestigd met de "Royal Jersey Showground", de "States Farm" en de Jersey dierentuin (genaamd Durrell Wildlife) op de gronden van Les Augrès Manor.
De gemeentekerk heeft een onderscheidende witte piramidale toren en is daarom een opvallend herkenningspunt.
Het "Le Vesconte memorial" (opgericht 1910) heeft de vorm van een obelisk staat bij een kruising het herdenkt Philippe Le Vesconte (21 december 1837 - 21 augustus 1909) die 10 maal verkozen werd als Constable tussen 1868-1877 en 1890-1909.

## Wetenswaardigheden
Een bekend persoon afkomstig uit Trinity is Sir Arthur de la Mare (1914 - 1994), een gepensioneerde ambassadeur en diplomaat in Japan, Thailand en Singapore. Hij was een auteur die schreef in het Trinity dialect.
In de folklore, wordt het gebied van Bouley geteisterd door een spook de Tchian d'Bouôlé (Black Dog of Bouley), deze verschijnt voorafgaand aan stormen. Dit verhaal werd in de wereld geholpen door smokkelaars die zo poogden om mensen te ontmoedigen om 's nachts naar buiten te gaan. Dan konden zij ongestoord smokkelwaar in de haven van Bouley overslaan.
Trinity Manor is de thuisbasis van de "Seigneur of Trinity". Een van de feodale verplichtingen van de functie is het aanwezig zijn bij een bezoek van de monarch en deze een paar eenden te overhandigen. Deze functie wordt nu ingenomen door Pamela Bell de nieuwe vrouwe van Trinity Manor.

## Buurtschappen of vingtaines
Trinity is onderverdeeld in de volgende buurtschappen of vingtaines:
- La Vingtaine de la Ville-à-l'Évêque
- La Vingtaine de Rozel
- La Vingtaine du Rondin
- La Vingtaine des Augrès
- La Vingtaine de la Croiserie

Trinity bestaat uit één kiesdistrict en kiest één afgevaardigde in de Staten van Jersey.

## Demografie
| 2640                     | 2639 | 2718 | 3156 |
| Statistiek start in 1991 |      |      |      |